# Ureide
| Ureide (Beispiele)                     |
| -------------------------------------- |
| N-Acetylharnstoff (Essigsäure-Derivat) |
| Barbitursäure (Malonsäure-Derivat)     |
| Parabansäure (Oxalsäure-Derivat)       |

Ureide sind organisch-chemische Stoffe, die sich vom Harnstoff (H2N–CO-NH2) und Carbonsäuren (R–COOH) ableiten.  Das Ureid der Essigsäure ist Acetylharnstoff (H3C–CO–HN–CO-NH2).
Besondere Bedeutung besitzen die cyclischen Ureide, die sich von aliphatischen Dicarbonsäuren (Oxalsäure, Malonsäure etc.) ableiten.
Nach der IUPAC-Regel C-971.2 sollen derartige Verbindungen als N-Acylharnstoffe oder Ureido-Derivate bezeichnet werden.

## Herstellung
Ureide sind synthetisch zugänglich durch die Einwirkung von Carbonsäurechloriden oder Carbonsäureanhydriden auf Harnstoff. Barbitursäure – das cyclische Ureid der Malonsäure – wird aus Harnstoff und einem Diester der Malonsäure in Gegenwart von Natriumethanolat hergestellt.